# Looney Tunes Cartoons/Episodenliste
Diese Episodenliste enthält alle Episoden der US-amerikanischen Fernsehserie Looney Tunes Cartoons. Zwischen 2020 und 2022 entstanden in fünf Staffeln insgesamt 63 Episoden mit einer Länge von jeweils etwa 9–29 Minuten, wobei jede Episode in zwei bis vier Segmente unterteilt ist.

## Übersicht
| Staffel | Episodenanzahl | Erstveröffentlichung USA | Erstveröffentlichung USA | Deutschsprachige Erstausstrahlung | Deutschsprachige Erstausstrahlung |
| Staffel | Episodenanzahl | Staffelpremiere          | Staffelfinale            | Staffelpremiere                   | Staffelfinale                     |
| ------- | -------------- | ------------------------ | ------------------------ | --------------------------------- | --------------------------------- |
| 1       | 31             | 27. Mai 2020             | 29. April 2021           | 7. Juni 2021                      | 26. November 2021                 |
| 2       | 11             | 8. Juli 2021             | 19. August 2021          | 30. Mai 2022                      | 6. Juni 2022                      |
| 3       | 9              | 25. November 2021        | 25. November 2021        | 6. Juni 2022                      | 10. Juni 2022                     |
| 4       | 10             | 20. Januar 2022          | 20. Januar 2022          | 26. September 2022                | 30. September 2022                |
| 5       | 2              | 3. Februar 2022          | 29. September 2022       |                                   |                                   |

## Staffel 1
Die erste Staffel enthält 87 Cartoons und das Special Bugs Bunnys 24-karottiges Weihnachtsspecial, das aus weiteren 5 Cartoons besteht. Die Erstausstrahlung erfolgte auf dem Sender HBO Max am 27. Mai (Folgen 1–10) und 3. Dezember 2020 (Bugs Bunny’s 24-Carrot Holiday Special) sowie am 21. Januar (Folgen 12–21) und 29. April 2021 (Folgen 22–31). Im deutschsprachigen Raum erschien die erste Staffel erstmals vom 7. Juni bis zum 3. Dezember 2021 auf dem Sender Boomerang.
| Nr. (gesamt) | Nr. (Staffel) | Deutscher Titel                             | Originaltitel | Erstveröffentlichung USA | Deutschsprachige Erstausstrahlung | Charaktere | Regie                                                         | Drehbuch | Storyboard                                                                      |
| ------------ | ------------- | ------------------------------------------- | --- | ------------------------ | --------------------------------- | --- | ------------------------------------------------------------- | --- | ------------------------------------------------------------------------------- |
| 1a           | 1a            | Der Fluch des Affenvogels                   | Curse of the Monkeybird                                                                                            | 27. Mai 2020             | 7. Jun. 2021                      | Daffy Duck, Schweinchen Dick | Peter Browngardt                                              | Eddie Trigueros, Pete Browngardt & Johnny Ryan                                                               | Eddie Trigueros                                                                 |
| 1b           | 1b            | Flaggen-Sketch: Die Luft ist raus           | Marvin Flag Gag: Deflating Planet                                                                                  | 27. Mai 2020             | 7. Jun. 2021                      | Marvin der Marsmensch | Kenny Pittenger                                               | Andrew Dickman, Kenny Pittenger, Johnny Ryan & Jacob Fleisher                                                | Andrew Dickman                                                                  |
| 1c           | 1c            | Armdrücken                                  | Harm Wrestling | 27. Mai 2020             | 7. Jun. 2021                      | Bugs Bunny, Yosemite Sam | David Gemmill                                                 | Ryan Khatam, David Gemmill, Johnny Ryan & Jacob Fleisher                                                     | Ryan Khatam                                                                     |
| 2a           | 2a            | Das Baseball-Monster                        | Big League Beast                                                                                                   | 27. Mai 2020             | 7. Jun. 2021                      | Bugs Bunny, Gossamer, Dr. Moron | Kenny Pittenger                                               | Andrew Dickman, Kenny Pittenger, Johnny Ryan & Jacob Fleisher                                                | Andrew Dickman                                                                  |
| 2b           | 2b            | Loch-Sketch: Mini Elmer                     | Hole Gag: Mini Elmer                                                                                               | 27. Mai 2020             | 7. Jun. 2021                      | Bugs Bunny, Elmer Fudd | David Gemmill                                                 | Caroline Director, David Gemmill & Johnny Ryan                                                               | Caroline Director                                                               |
| 2c           | 2c            | Panik in der Feuerwache                     | Firehouse Frenzy                                                                                                   | 27. Mai 2020             | 7. Jun. 2021                      | Daffy Duck, Schweinchen Dick, Weihnachtsmann | Kenny Pittenger                                               | Andrew Dickman, Kenny Pittenger, Alex Kirwan, Johnny Ryan & Jacob Fleisher                                   | Andrew Dickman                                                                  |
| 3a           | 3a            | Geister-Cupcake                             | Boo! Appetweet | 27. Mai 2020             | 8. Jun. 2021                      | Sylvester, Tweety, Granny | Kenny Pittenger                                               | Andrew Dickman, Kenny Pittenger, Johnny Ryan & Jacob Fleisher                                                | Andrew Dickman                                                                  |
| 3b           | 3b            | Loch-Sketch: Pömpel                         | Hole Gag: Plunger                                                                                                  | 27. Mai 2020             | 8. Jun. 2021                      | Bugs Bunny, Elmer Fudd | David Gemmill                                                 | Caroline Director, David Gemmill & Johnny Ryan                                                               | Caroline Director                                                               |
| 3c           | 3c            | Kaudummi                                    | Bubble Dum | 27. Mai 2020             | 8. Jun. 2021                      | Daffy Duck | Kenny Pittenger                                               | Charlotte Jackson, Kenny Pittenger, Johnny Ryan & Jacob Fleisher                                             | Charlotte Jackson                                                               |
| 4a           | 4a            | Dickes Eis                                  | Pain in the Ice | 27. Mai 2020             | 8. Jun. 2021                      | Sylvester, Tweety, Granny | David Gemmill                                                 | David Gemmill, Johnny Ryan & Pete Browngardt                                                                 | David Gemmill                                                                   |
| 4b           | 4b            | Tunnelblick                                 | Tunnel Vision | 27. Mai 2020             | 8. Jun. 2021                      | Road Runner & Wile E. Coyote | Ryan Kramer                                                   | Ryan Kramer & Johnny Ryan                                                                                    | Ryan Kramer                                                                     |
| 4c           | 4c            | Bugs im Pool                                | Pool Bunny | 27. Mai 2020             | 8. Jun. 2021                      | Bugs Bunny, Elmer Fudd | Ryan Kramer                                                   | Andy Gonsalves, Ryan Kramer & Johnny Ryan                                                                    | Andy Gonsalves                                                                  |
| 5a           | 5a            | Wilde Fahrt                                 | Pest Coaster | 27. Mai 2020             | 9. Jun. 2021                      | Bugs Bunny, Yosemite Sam | Ryan Kramer                                                   | Ryan Kramer, Pete Browngardt & Johnny Ryan                                                                   | Ryan Kramer                                                                     |
| 5b           | 5b            | Der große Zooputz                           | Rhino Ya Don’t! | 27. Mai 2020             | 9. Jun. 2021                      | Sylvester & Tweety | Ryan Kramer                                                   | Ryan Kramer, Johnny Ryan & Pete Browngardt                                                                   | Ryan Kramer                                                                     |
| 6a           | 6a            | Hasenjagd für Anfänger                      | Buzzard School | 27. Mai 2020             | 9. Jun. 2021                      | Bugs Bunny, Beaky Buzzard | David Gemmill & Michael Ruocco                                | Michael Ruocco, David Gemmill & Johnny Ryan                                                                  | Michael Ruocco                                                                  |
| 6b           | 6b            | Flaggen-Sketch: Hungriger Planet            | Marvin Flag Gag: Giant Alien Mouth                                                                                 | 27. Mai 2020             | 9. Jun. 2021                      | Marvin der Marsmensch | Kenny Pittenger                                               | Andrew Dickman, Kenny Pittenger, Johnny Ryan & Jacob Fleisher                                                | Andrew Dickman                                                                  |
| 6c           | 6c            | Frischer Zement                             | Wet Cement | 27. Mai 2020             | 9. Jun. 2021                      | Daffy Duck, Schweinchen Dick | David Gemmill                                                 | David Gemmill, Michael Ruocco & Johnny Ryan                                                                  | Michael Ruocco                                                                  |
| 7a           | 7a            | Siberian Sam                                | Siberian Sam | 27. Mai 2020             | 10. Jun. 2021                     | Bugs Bunny, Yosemite Sam | Ryan Kramer                                                   | Andy Gonsalves, Ryan Kramer, Johnny Ryan & Jacob Fleisher                                                    | Andy Gonsalves                                                                  |
| 7b           | 7b            | Loch-Sketch: Am Haken                       | Hole Gag: Fishing Pole                                                                                             | 27. Mai 2020             | 10. Jun. 2021                     | Bugs Bunny, Elmer Fudd | David Gemmill                                                 | Caroline Director, Kenny Pittenger & Johnny Ryan                                                             | Caroline Director                                                               |
| 7c           | 7c            | Finger weg von meiner Wolle                 | Fleece & Desist | 27. Mai 2020             | 10. Jun. 2021                     | Ralph Wolf & Sam Sheepdog | David Gemmill                                                 | Michael Ruocco, David Gemmill, Johnny Ryan & Jacob Fleisher                                                  | Michael Ruocco                                                                  |
| 7d           | 7d            | Flaggen-Sketch: Spiegelverkehrt             | Marvin Flag Gag: Split Screen Marvin                                                                               | 27. Mai 2020             | 10. Jun. 2021                     | Marvin der Marsmensch | Kenny Pittenger                                               | Andrew Dickman, Kenny Pittenger, Johnny Ryan & Jacob Fleisher                                                | Andrew Dickman                                                                  |
| 8a           | 8a            | Das Hasenverhör                             | Grilled Rabbit | 27. Mai 2020             | 10. Jun. 2021                     | Bugs Bunny, Elmer Fudd | Kenny Pittenger                                               | Charlotte Jackson, Kenny Pittenger, Johnny Ryan & Jacob Fleisher                                             | Charlotte Jackson                                                               |
| 8b           | 8b            | Ein Kaktus kommt selten allein              | Cactus if you Can                                                                                                  | 27. Mai 2020             | 10. Jun. 2021                     | Road Runner & Wile E. Coyote | David Gemmill                                                 | Michael Ruocco & David Gemmill                                                                               | Michael Ruocco                                                                  |
| 8c           | 8c            | Das Duschduell                              | Shower Shuffle | 27. Mai 2020             | 10. Jun. 2021                     | Daffy Duck, Schweinchen Dick | Kenny Pittenger                                               | Charlotte Jackson, Kenny Pittenger, Johnny Ryan & Jacob Fleisher                                             | Charlotte Jackson                                                               |
| 9a           | 9a            | Ruhe bitte!                                 | Overdue Duck | 27. Mai 2020             | 11. Jun. 2021                     | Daffy Duck, Schweinchen Dick | Ryan Kramer                                                   | Mike Pelensky, Ryan Kramer, Johnny Ryan & Jacob Fleisher                                                     | Mike Pelensky                                                                   |
| 9b           | 9b            | Loch-Sketch: Bienen                         | Hole Gag: Bees | 27. Mai 2020             | 11. Jun. 2021                     | Bugs Bunny, Elmer Fudd | David Gemmill                                                 | Caroline Director, David Gemmill & Johnny Ryan                                                               | Caroline Director                                                               |
| 9c           | 9c            | Vincent van Fudd                            | Vincent van Fudd                                                                                                   | 27. Mai 2020             | 11. Jun. 2021                     | Bugs Bunny, Elmer Fudd | David Gemmill                                                 | Caroline Director, David Gemmill & Johnny Ryan                                                               | Caroline Director                                                               |
| 10a          | 10a           | Haarwuchs                                   | Hare Restoration                                                                                                   | 27. Mai 2020             | 11. Jun. 2021                     | Bugs Bunny, Elmer Fudd | Kenny Pittenger                                               | Charlotte Jackson, Kenny Pittenger, Johnny Ryan & Jacob Fleisher                                             | Charlotte Jackson                                                               |
| 10b          | 10b           | Dynamit-Desaster                            | TNT Trouble | 27. Mai 2020             | 11. Jun. 2021                     | Road Runner & Wile E. Coyote | David Gemmill                                                 | Ryan Khatam, David Gemmill & Alex Kirwan                                                                     | Ryan Khatam                                                                     |
| 10c          | 10c           | Daffy, der Klempner                         | Plumber’s Quack | 27. Mai 2020             | 11. Jun. 2021                     | Daffy Duck, Elmer Fudd | Ryan Kramer                                                   | Mike Pelensky, Ryan Kramer, Johnny Ryan & Jacob Fleisher                                                     | Mike Pelensky                                                                   |
| 11           | 11            | Bugs Bunnys 24-karottiges Weihnachtsspecial | Bugs Bunny’s 24-Carrot Holiday Special (Elf Help/ Yuletide Taz/ Holiday Purrchase/ Ho Ho Go/ Snow Laughing Matter) | 3. Dez. 2020             | 3. Dez. 2021                      | Elf Help: Daffy Duck, Schweinchen Dick, Weihnachtsmann Yuletide Taz: Taz Holiday Purrchase: Sylvester, Tweety, Granny Ho Ho Go: Road Runner & Wile E. Coyote Snow Laughing Matter: Bugs Bunny, Elmer Fudd | Pete Browngardt, David Gemmill, Kenny Pittenger & Ryan Kramer | Gabe Del Valle, Pete Browngardt, Johnny Ryan, Jacob Fleisher, Michael Ruocco, Andrew Dickman & Chris Allison | Gabe Del Valle, Michael Ruocco, Andrew Dickman, Chris Allison & Eddie Trigueros |
| 12a          | 12a           | Daffuccino                                  | Daffucino | 21. Jan. 2021            | 12. Jun. 2021                     | Daffy Duck, Schweinchen Dick | David Gemmill                                                 | Caroline Director, David Gemmill, Johnny Ryan & Jacob Fleisher                                               | Caroline Director                                                               |
| 12b          | 12b           | Loch-Sketch: Bewegliches Loch               | Hole Gag: Moving Hole                                                                                              | 21. Jan. 2021            | 12. Jun. 2021                     | Bugs Bunny, Elmer Fudd | David Gemmill                                                 | Caroline Director, David Gemmill & Johnny Ryan                                                               | Caroline Director                                                               |
| 12c          | 12c           | Tweeties neues Zuhause                      | Kitty Livin’ | 21. Jan. 2021            | 12. Jun. 2021                     | Sylvester, Tweety, Granny | David Gemmill                                                 | Ryan Khatam, David Gemmill, Johnny Ryan & Jacob Fleisher                                                     | Ryan Khatam                                                                     |
| 13a          | 13a           | Gangster hinter Gittern                     | Chain Gangsters | 21. Jan. 2021            | 12. Jun. 2021                     | Bugs Bunny, Rocky, Mugsy, Granny | Ryan Kramer                                                   | Andy Gonsalves, Ryan Kramer, Johnny Ryan & Jacob Fleisher                                                    | Andy Gonsalves                                                                  |
| 13b          | 13b           | Telefonmast-Sketch: Streich                 | Sylvester Car Jack Lift                                                                                            | 21. Jan. 2021            | 12. Jun. 2021                     | Sylvester & Tweety | David Gemmill                                                 | Caroline Director, David Gemmill, Johnny Ryan & Jacob Fleisher                                               | Caroline Director                                                               |
| 13c          | 13c           | Ein Sprung ins Ungewisse                    | Falling for It! | 21. Jan. 2021            | 12. Jun. 2021                     | Daffy Duck, Schweinchen Dick | Ryan Kramer                                                   | Andy Gonsalves, Ryan Kramer, Johnny Ryan & Jacob Fleisher                                                    | Andy Gonsalves                                                                  |
| 14a          | 14a           | Der Taziator                                | Taziator | 21. Jan. 2021            | 13. Jun. 2021                     | Bugs Bunny, Taz | David Gemmill                                                 | Michael Ruocco, David Gemmill, Johnny Ryan & Jacob Fleisher                                                  | Michael Ruocco                                                                  |
| 14b          | 14b           | Flaggen-Sketch: Kleiner Marsianer           | Marvin Flag Gag: Little Martian                                                                                    | 21. Jan. 2021            | 13. Jun. 2021                     | Marvin der Marsmensch | Kenny Pittenger                                               | Andrew Dickman, Kenny Pittenger, Johnny Ryan & Jacob Fleisher                                                | Andrew Dickman                                                                  |
| 14c          | 14c           | Das Wetterkontrollsystem                    | Climate Control | 21. Jan. 2021            | 13. Jun. 2021                     | Road Runner & Wile E. Coyote | Ryan Kramer                                                   | Andy Gonsalves, Ryan Kramer, Johnny Ryan & Jacob Fleisher                                                    | Andy Gonsalves                                                                  |
| 15a          | 15a           | Der Kobold                                  | Lepreconned | 21. Jan. 2021            | 13. Jun. 2021                     | Bugs Bunny | Kenny Pittenger                                               | Andrew Dickman, Kenny Pittenger, Johnny Ryan & Jacob Fleisher                                                | Andrew Dickman                                                                  |
| 15b          | 15b           | Flaggen-Sketch: Schiefe Flagge              | Marvin Flag Gag: Flag Won’t Stay Straight                                                                          | 21. Jan. 2021            | 13. Jun. 2021                     | Marvin der Marsmensch | Kenny Pittenger                                               | Andrew Dickman, Kenny Pittenger, Johnny Ryan & Jacob Fleisher                                                | Andrew Dickman                                                                  |
| 15c          | 15c           | Schweinchen Dicks neues Haus                | Brave New Home | 21. Jan. 2021            | 13. Jun. 2021                     | Schweinchen Dick | Ryan Kramer                                                   | Chris Allison, Ryan Kramer & Johnny Ryan                                                                     | Chris Allison                                                                   |
| 16a          | 16a           | Der Fall von Schweinchen Dicks Hose         | The Case of Porky’s Pants                                                                                          | 21. Jan. 2021            | 14. Jun. 2021                     | Daffy Duck, Schweinchen Dick | Kenny Pittenger                                               | Charlotte Jackson, Kenny Pittenger, Johnny Ryan & Jacob Fleisher                                             | Charlotte Jackson                                                               |
| 16b          | 16b           | Tweety beim Tierarzt                        | Fully Vetted | 21. Jan. 2021            | 14. Jun. 2021                     | Sylvester, Tweety, Granny | Kenny Pittenger                                               | David Shair, Kenny Pittenger, Johnny Ryan & Jacob Fleisher                                                   | David Shair                                                                     |
| 17a          | 17a           | Der Hasinator                               | Erabbitcator | 21. Jan. 2021            | 14. Jun. 2021                     | Bugs Bunny, Elmer Fudd | Kenny Pittenger                                               | Andrew Dickman, Kenny Pittenger, Johnny Ryan & Jacob Fleisher                                                | Andrew Dickman                                                                  |
| 17b          | 17b           | Flaggen-Sketch: Zerbrochener Planet         | Marvin Flag Gag: Planet Split in 2                                                                                 | 21. Jan. 2021            | 14. Jun. 2021                     | Marvin der Marsmensch | Kenny Pittenger                                               | Andrew Dickman, Kenny Pittenger, Johnny Ryan & Jacob Fleisher                                                | Andrew Dickman                                                                  |
| 17c          | 17c           | Die Verkaufsente                            | Sales Duck | 21. Jan. 2021            | 14. Jun. 2021                     | Daffy Duck, Elmer Fudd | Ryan Kramer                                                   | Ryan Kramer, Johnny Ryan & Pete Browngardt                                                                   | Ryan Kramer                                                                     |
| 18a          | 18a           | Schweinchen Dick, der Pitcher               | Pitcher Porky | 21. Jan. 2021            | 15. Jun. 2021                     | Daffy Duck, Schweinchen Dick, The Gashouse Gorillas Baseball Team | David Gemmill                                                 | Michael Ruocco, David Gemmill, Pete Browngardt & Johnny Ryan                                                 | Michael Ruocco                                                                  |
| 18b          | 18b           | Telefonmast-Sketch: Sicherheit geht vor!    | Cherry Picker | 21. Jan. 2021            | 15. Jun. 2021                     | Sylvester & Tweety | David Gemmill                                                 | Caroline Director, David Gemmill, Johnny Ryan & Jacob Fleisher                                               | Caroline Director                                                               |
| 18c          | 18c           | Bombenstimmung                              | Duck Duck Boom! | 21. Jan. 2021            | 15. Jun. 2021                     | Daffy Duck, Elmer Fudd | Ryan Kramer                                                   | Chris Allison, Ryan Kramer, Johnny Ryan & Jacob Fleisher                                                     | Chris Allison                                                                   |
| 19a          | 19a           | Der Postgeist                               | Postalgeist | 21. Jan. 2021            | 15. Jun. 2021                     | Daffy Duck, Schweinchen Dick | David Gemmill                                                 | Ryan Khatam, David Gemmill, Johnny Ryan & Alex Kirwan                                                        | Ryan Khatam                                                                     |
| 19b          | 19b           | Telefonmast-Sketch: Amboss                  | Telephone Pole Gag: Anvil                                                                                          | 21. Jan. 2021            | 15. Jun. 2021                     | Sylvester & Tweety | David Gemmill                                                 | Caroline Director, David Gemmill, Johnny Ryan & Jacob Fleisher                                               | Caroline Director                                                               |
| 19c          | 19c           | Fudds Bunny                                 | Fudds Bunny | 21. Jan. 2021            | 15. Jun. 2021                     | Bugs Bunny, Elmer Fudd | Kenny Pittenger                                               | David Shair, Kenny Pittenger, Johnny Ryan & Jacob Fleisher                                                   | David Shair                                                                     |
| 20a          | 20a           | Schuhbernack                                | Shoe Shine-nanigans                                                                                                | 21. Jan. 2021            | 16. Jun. 2021                     | Daffy Duck, Elmer Fudd | David Gemmill                                                 | Michael Ruocco, David Gemmill, Johnny Ryan & Jacob Fleisher                                                  | Michael Ruocco                                                                  |
| 20b          | 20b           | Übermut tut selten gut                      | Multiply and Conquer                                                                                               | 21. Jan. 2021            | 16. Jun. 2021                     | Road Runner & Wile E. Coyote | Ryan Kramer                                                   | Mike Pelensky, Ryan Kramer, Johnny Ryan & Jacob Fleisher                                                     | Mike Pelensky                                                                   |
| 20c          | 20c           | Pech beim Parken                            | Parky Pig | 21. Jan. 2021            | 16. Jun. 2021                     | Schweinchen Dick | David Gemmill                                                 | Caroline Director, David Gemmill, Johnny Ryan & Jacob Fleisher                                               | Caroline Director                                                               |
| 21a          | 21a           | Schildkröten-Trauma                         | Shell Shocked | 21. Jan. 2021            | 16. Jun. 2021                     | Bugs Bunny, Cecil Turtle | Pete Browngardt                                               | Gabe Del Valle, Pete Browngardt, Johnny Ryan & Jacob Fleisher                                                | Gabe Del Valle                                                                  |
| 21b          | 21b           | Daffy, der Zahnarzt                         | The Daffy Dentist                                                                                                  | 21. Jan. 2021            | 16. Jun. 2021                     | Daffy Duck, Schweinchen Dick | David Gemmill                                                 | Caroline Director, David Gemmill, Johnny Ryan & Jacob Fleisher                                               | Caroline Director                                                               |
| 22a          | 22a           | Puma-Probleme                               | Puma Problems | 29. Apr. 2021            | 22. Nov. 2021                     | Bugs Bunny, Pete Puma | Kenny Pittenger                                               | David Shair, Kenny Pittenger, Johnny Ryan & Jacob Fleisher                                                   | David Shair                                                                     |
| 22b          | 22b           | Flaggen-Sketch: Bowlingkugel                | Marvin Flag Gag: Bowling Ball                                                                                      | 29. Apr. 2021            | 22. Nov. 2021                     | Marvin der Marsmensch | Kenny Pittenger                                               | Andrew Dickman, Kenny Pittenger, Johnny Ryan & Jacob Fleisher                                                | Andrew Dickman                                                                  |
| 22c          | 22c           | Daffykopie                                  | Duplicate Daffy | 29. Apr. 2021            | 22. Nov. 2021                     | Daffy Duck, Schweinchen Dick | Ryan Kramer                                                   | Chris Allison, Kenny Pittenger, Johnny Ryan & Jacob Fleisher                                                 | Chris Allison                                                                   |
| 23a          | 23a           | Schlüssel-Schlamassel                       | Key-Tastrophe! | 29. Apr. 2021            | 22. Nov. 2021                     | Daffy Duck, Schweinchen Dick | Ryan Kramer                                                   | Andy Gonsalves, Ryan Kramer, Johnny Ryan & Jacob Fleisher                                                    | Andy Gonsalves                                                                  |
| 23b          | 23b           | Loch-Sketch: Schlag den Hasen               | Hole Gag: Hammer the Rabbit Hole                                                                                   | 29. Apr. 2021            | 22. Nov. 2021                     | Bugs Bunny, Elmer Fudd | David Gemmill                                                 | Caroline Director, David Gemmill & Johnny Ryan                                                               | Caroline Director                                                               |
| 23c          | 23c           | Teuflischer Durst                           | Devil of a Drink                                                                                                   | 29. Apr. 2021            | 22. Nov. 2021                     | Taz | Kenny Pittenger                                               | Andrew Dickman, Kenny Pittenger, Johnny Ryan & Jacob Fleisher                                                | Andrew Dickman                                                                  |
| 24a          | 24a           | Hinein gewieselt!                           | Weaselin’ In! | 29. Apr. 2021            | 23. Nov. 2021                     | Foghorn Leghorn, Barnyard Dawg, The Weasel | Kenny Pittenger                                               | Andrew Dickman, Kenny Pittenger, Johnny Ryan & Jacob Fleisher                                                | Andrew Dickman                                                                  |
| 24b          | 24b           | Auszeit!                                    | Time Out! | 29. Apr. 2021            | 23. Nov. 2021                     | Road Runner & Wile E. Coyote | David Gemmill                                                 | Ryan Khatam, David Gemmill, Johnny Ryan & Jacob Fleisher                                                     | Ryan Khatam                                                                     |
| 25a          | 25a           | Kopfgeld-Hase                               | Bounty Bunny | 29. Apr. 2021            | 23. Nov. 2021                     | Bugs Bunny, Yosemite Sam | Ryan Kramer                                                   | Mike Pelensky, Ryan Kramer, Johnny Ryan & Jacob Fleisher                                                     | Mike Pelensky                                                                   |
| 25b          | 25b           | Loch-Sketch: Hosenklau                      | Hole Gag: Underwear                                                                                                | 29. Apr. 2021            | 23. Nov. 2021                     | Bugs Bunny, Elmer Fudd | David Gemmill                                                 | Caroline Director, David Gemmill & Johnny Ryan                                                               | Caroline Director                                                               |
| 25c          | 25c           | Automatenchaos                              | Vender Bender | 29. Apr. 2021            | 23. Nov. 2021                     | Schweinchen Dick | Kenny Pittenger                                               | Andrew Dickman, Kenny Pittenger, Johnny Ryan & Jacob Fleisher                                                | Andrew Dickman                                                                  |
| 26a          | 26a           | Daffy, der Anwalt                           | Mallard Practice                                                                                                   | 29. Apr. 2021            | 24. Nov. 2021                     | Daffy Duck, Elmer Fudd | Ryan Kramer                                                   | Chris Allison, Ryan Kramer, Johnny Ryan & Jacob Fleisher                                                     | Chris Allison                                                                   |
| 26b          | 26b           | Mäusejagd                                   | Beaky Buzzard Gags: Mouse                                                                                          | 29. Apr. 2021            | 24. Nov. 2021                     | Beaky Buzzard | David Gemmill & Michael Ruocco                                | Michael Ruocco, David Gemmill, Johnny Ryan & Jacob Fleisher                                                  | Michael Ruocco                                                                  |
| 26c          | 26c           | Böser Bursche                               | Born to Be Wile E.                                                                                                 | 29. Apr. 2021            | 24. Nov. 2021                     | Road Runner & Wile E. Coyote | David Gemmill                                                 | Caroline Director, David Gemmill, Johnny Ryan & Jacob Fleisher                                               | Caroline Director                                                               |
| 27a          | 27a           | Vom alten Schlag                            | Raging Granny | 29. Apr. 2021            | 24. Nov. 2021                     | Sylvester, Tweety, Granny | Ryan Kramer                                                   | Chris Allison, Ryan Kramer & Johnny Ryan                                                                     | Chris Allison                                                                   |
| 27b          | 27b           | Daffy, der Wahrsager                        | Daffy Psychic: Famous                                                                                              | 29. Apr. 2021            | 24. Nov. 2021                     | Daffy Duck, Schweinchen Dick | Ryan Kramer                                                   | Chris Allison, Ryan Kramer, Johnny Ryan & Jacob Fleisher                                                     | Chris Allison                                                                   |
| 27c          | 27c           | Reifenwechsel                               | Spare Me! | 29. Apr. 2021            | 24. Nov. 2021                     | Daffy Duck, Schweinchen Dick | Ryan Kramer                                                   | Chris Allison, Ryan Kramer, Johnny Ryan & Jacob Fleisher                                                     | Chris Allison                                                                   |
| 28a          | 28a           | Marv-Angriff                                | Marv Attacks! | 29. Apr. 2021            | 25. Nov. 2021                     | Bugs Bunny, Marvin der Marsmensch | Ryan Kramer                                                   | Andy Gonsalves, Ryan Kramer, Jacob Fleisher & Johnny Ryan                                                    | Andy Gonsalves                                                                  |
| 28b          | 28b           | Ein Wolf im Schafspelz                      | A Wolf in Cheap Clothing                                                                                           | 29. Apr. 2021            | 25. Nov. 2021                     | Ralph Wolf & Sam Sheepdog | David Gemmill                                                 | Michael Ruocco, David Gemmill, Johnny Ryan & Jacob Fleisher                                                  | Michael Ruocco                                                                  |
| 29a          | 29a           | Hochgeschwindigkeits-Hase                   | High Speed Hare | 29. Apr. 2021            | 25. Nov. 2021                     | Bugs Bunny, The Gremlin | Pete Browngardt                                               | Kenny Pittenger, Pete Browngardt & Johnny Ryan                                                               | Kenny Pittenger                                                                 |
| 29b          | 29b           | Klapperschlange                             | Beaky Buzzard Gags: Rattle Snake                                                                                   | 29. Apr. 2021            | 25. Nov. 2021                     | Beaky Buzzard | David Gemmill & Michael Ruocco                                | Michael Ruocco, David Gemmill, Johnny Ryan & Jacob Fleisher                                                  | Michael Ruocco                                                                  |
| 29c          | 29c           | Eine harte Nuss                             | Nutty Devil | 29. Apr. 2021            | 25. Nov. 2021                     | Taz | Ryan Kramer                                                   | Andy Gonsalves, Ryan Kramer, Jacob Fleisher & Johnny Ryan                                                    | Andy Gonsalves                                                                  |
| 30a          | 30a           | Das perfekte Bild                           | Pigture Perfect | 29. Apr. 2021            | 26. Nov. 2021                     | Petunia Pig | David Gemmill                                                 | Caroline Director, David Gemmill, Johnny Ryan & Jacob Fleisher                                               | Caroline Director                                                               |
| 30b          | 30b           | Telefonmast-Sketch: Enterhaken              | Telephone Pole Gags 2: Grappling Hook                                                                              | 29. Apr. 2021            | 26. Nov. 2021                     | Sylvester & Tweety | David Gemmill                                                 | Michael Ruocco, David Gemmill, Johnny Ryan & Jacob Fleisher                                                  | Michael Ruocco                                                                  |
| 30c          | 30c           | Schwuppdiwupp                               | Swoop De Doo! | 29. Apr. 2021            | 26. Nov. 2021                     | Road Runner & Wile E. Coyote | David Gemmill                                                 | Ryan Khatam, David Gemmill, Johnny Ryan & Jacob Fleisher                                                     | Ryan Khatam                                                                     |
| 31a          | 31a           | Scheibenkleister                            | A Pane to Wash | 29. Apr. 2021            | 26. Nov. 2021                     | Daffy Duck, Schweinchen Dick | David Gemmill                                                 | Caroline Director, David Gemmill, Johnny Ryan & Jacob Fleisher                                               | Caroline Director                                                               |
| 31b          | 31b           | Telefonmast-Sketch: Drahtseil               | Telephone Pole Gag: High Wire                                                                                      | 29. Apr. 2021            | 26. Nov. 2021                     | Sylvester & Tweety | David Gemmill                                                 | Michael Ruocco, David Gemmill, Johnny Ryan & Jacob Fleisher                                                  | Michael Ruocco                                                                  |
| 31c          | 31c           | Aufgesattelt!                               | Saddle Sore! | 29. Apr. 2021            | 26. Nov. 2021                     | Yosemite Sam | Ryan Kramer                                                   | Chris Allison, Ryan Kramer, Johnny Ryan & Jacob Fleisher                                                     | Chris Allison                                                                   |

## Staffel 2
Die zweite Staffel enthält 27 Cartoons und das Special Looney Tunes Back to School Special, das aus 2 weiteren neuen Cartoons besteht. Der Cartoon Hasenjagd für Anfänger wurde bereits in der ersten Staffel gesendet. Die Erstausstrahlung erfolgte am 8. Juli 2021 auf dem Sender HBO Max. Das Looney Tunes Back to School Special wurde dort am 19. August 2021 erstveröffentlicht. Im deutschsprachigen Raum erschien die zweite Staffel erstmals vom 30. Mai bis zum 6. Juni 2022 auf dem Sender Cartoon Network.
| Nr. (gesamt) | Nr. (Staffel) | Deutscher Titel                                                      | Originaltitel                                                                    | Erstveröffentlichung USA | Deutschsprachige Erstausstrahlung | Charaktere                                                                              | Regie                                       | Drehbuch                                                                                               | Storyboard                                    |
| ------------ | ------------- | -------------------------------------------------------------------- | -------------------------------------------------------------------------------- | ------------------------ | --------------------------------- | --------------------------------------------------------------------------------------- | ------------------------------------------- | --- | --------------------------------------------- |
| 32a          | 1a            | Rot, weiß, blauer Fleck                                              | Red White and Bruised                                                            | 8. Jul. 2021             | 30. Mai 2022                      | Sylvester, Tweety, Hector                                                               | Ryan Kramer                                 | Mike Pelensky, Ryan Kramer, Johnny Ryan & Jacob Fleisher                                               | Mike Pelensky                                 |
| 32b          | 1b            | Das Häschen                                                          | Beaky Buzzard Gags: Bunny                                                        | 8. Jul. 2021             | 30. Mai 2022                      | Beaky Buzzard                                                                           | David Gemmill & Michael Ruocco              | Michael Ruocco, David Gemmill, Johnny Ryan & Jacob Fleisher                                            | Michael Ruocco                                |
| 32c          | 1c            | Der Raketenrucksack                                                  | Jet Porkpelled                                                                   | 8. Jul. 2021             | 30. Mai 2022                      | Daffy Duck, Schweinchen Dick                                                            | Ryan Kramer                                 | Mike Pelensky, Ryan Kramer, Johnny Ryan & Jacob Fleisher                                               | Mike Pelensky                                 |
| 33a          | 2a            | Die Mumie                                                            | Mummy Dummy                                                                      | 8. Jul. 2021             | 30. Mai 2022                      | Bugs Bunny                                                                              | David Gemmill                               | Michael Ruocco, David Gemmill, Johnny Ryan & Pete Browngardt                                           | Michael Ruocco                                |
| 33b          | 2b            | Telefonmast-Sketch: Eingeklemmt                                      | Telephone Pole Gags 2: Shrinking Telephone Pole                                  | 8. Jul. 2021             | 30. Mai 2022                      | Sylvester & Tweety                                                                      | David Gemmill                               | Michael Ruocco, David Gemmill, Johnny Ryan & Jacob Fleisher                                            | Michael Ruocco                                |
| 33c          | 2c            | In der Straße                                                        | In the Road Again!                                                               | 8. Jul. 2021             | 30. Mai 2022                      | Road Runner & Wile E. Coyote                                                            | Kenny Pittenger                             | Andrew Dickman, Kenny Pittenger, Johnny Ryan & Jacob Fleisher                                          | Andrew Dickman                                |
| 34a          | 3a            | Begleit-Ente                                                         | Emotional Support Duck                                                           | 8. Jul. 2021             | 31. Mai 2022                      | Daffy Duck, Schweinchen Dick                                                            | Ryan Kramer                                 | Chris Allison, Ryan Kramer, Johnny Ryan & Jacob Fleisher                                               | Chris Allison                                 |
| 34b          | 3b            | Tennis für Anfänger                                                  | End of the Leash Gags: Tennis                                                    | 8. Jul. 2021             | 31. Mai 2022                      | Foghorn Leghorn, Barnyard Dawg                                                          | Ryan Kramer                                 | Chris Allison, Ryan Kramer, Johnny Ryan & Jacob Fleisher                                               | Chris Allison                                 |
| 34c          | 3c            | Adoptier mich!                                                       | Adopt Me!                                                                        | 8. Jul. 2021             | 31. Mai 2022                      | Charlie Dog                                                                             | Ryan Kramer                                 | Mike Pelensky, Ryan Kramer, Alex Kirwan, Johnny Ryan & Jacob Fleisher                                  | Mike Pelensky                                 |
| 35a          | 4a            | Fieser Rover                                                         | Rage Rover                                                                       | 8. Jul. 2021             | 31. Mai 2022                      | Marvin der Marsmensch                                                                   | David Gemmill                               | Michael Ruocco, David Gemmill, Johnny Ryan & Jacob Fleisher                                            | Michael Ruocco                                |
| 35b          | 4b            | Stich um Stich                                                       | To Hive and to Hold                                                              | 8. Jul. 2021             | 31. Mai 2022                      | Taz                                                                                     | Ryan Kramer                                 | Mike Pelensky, Ryan Kramer, Johnny Ryan & Jacob Fleisher                                               | Mike Pelensky                                 |
| 35c          | 4c            | Kampf ums Programm                                                   | Battle Stations                                                                  | 8. Jul. 2021             | 31. Mai 2022                      | Daffy Duck, Schweinchen Dick                                                            | Ryan Kramer                                 | Chris Allison, Ryan Kramer, Johnny Ryan & Jacob Fleisher                                               | Chris Allison                                 |
| 36a          | 5a            | Ein harter Knochen                                                   | Bonehead                                                                         | 8. Jul. 2021             | 1. Jun. 2022                      | Bugs Bunny, Russian Dog                                                                 | Pete Browngardt                             | Gabe Del Valle, Pete Browngardt, Johnny Ryan & Jacob Fleisher                                          | Gabe Del Valle                                |
| 36b          | 5b            | Total entspannt                                                      | Relax!                                                                           | 8. Jul. 2021             | 1. Jun. 2022                      | Schweinchen Dick, Cicero Pig                                                            | Ryan Kramer                                 | Andy Gonsalves, Ryan Kramer, Johnny Ryan & Jacob Fleisher                                              | Andy Gonsalves                                |
| 37a          | 6a            | Ach du dickes Häschen                                                | Rotund Rabbit                                                                    | 8. Jul. 2021             | 1. Jun. 2022                      | Bugs Bunny, Elmer Fudd                                                                  | Kenny Pittenger                             | David Shair, Kenny Pittenger, Johnny Ryan & Jacob Fleisher                                             | David Shair                                   |
| 37b          | 6b            | In der Waschstraße                                                   | Hog Wash                                                                         | 8. Jul. 2021             | 1. Jun. 2022                      | Daffy Duck, Schweinchen Dick                                                            | Kenny Pittenger                             | Charlotte Jackson, Kenny Pittenger, Johnny Ryan & Jacob Fleisher                                       | Charlotte Jackson                             |
| 38a          | 7a            | Schneider Duck                                                       | Nip and Duck                                                                     | 8. Jul. 2021             | 2. Jun. 2022                      | Daffy Duck, Elmer Fudd                                                                  | David Gemmill                               | Caroline Director, David Gemmill, Johnny Ryan & Jacob Fleisher                                         | Caroline Director                             |
| 38b          | 7b            | Telefonmast-Sketch 2: Der Ventilator                                 | Telephone Pole Gag 2: Circular Fan                                               | 8. Jul. 2021             | 2. Jun. 2022                      | Sylvester & Tweety                                                                      | David Gemmill                               | Michael Ruocco, David Gemmill, Johnny Ryan & Jacob Fleisher                                            | Michael Ruocco                                |
| 38c          | 7c            | Hin und weg                                                          | Asphalt and Battery                                                              | 8. Jul. 2021             | 2. Jun. 2022                      | Road Runner & Wile E. Coyote                                                            | Kenny Pittenger                             | David Shair, Kenny Pittenger, Johnny Ryan & Jacob Fleisher                                             | David Shair                                   |
| 39a          | 8a            | Streit ums Stockbett                                                 | Battle of the Bunk                                                               | 8. Jul. 2021             | 2. Jun. 2022                      | Daffy Duck, Schweinchen Dick                                                            | Kenny Pittenger                             | Gabe Del Valle, Kenny Pittenger, Johnny Ryan & Jacob Fleisher                                          | Gabe Del Valle                                |
| 39b          | 8b            | An der Grenze                                                        | End of the Leash Gag: Pull the Carpet Out                                        | 8. Jul. 2021             | 2. Jun. 2022                      | Foghorn Leghorn, Barnyard Dawg                                                          | Ryan Kramer                                 | Chris Allison, Ryan Kramer, Johnny Ryan & Jacob Fleisher                                               | Chris Allison                                 |
| 39c          | 8c            | Heiße Luft                                                           | Hot Air Buffoon                                                                  | 8. Jul. 2021             | 2. Jun. 2022                      | Sylvester, Tweety, Granny                                                               | Kenny Pittenger                             | David Shair, Kenny Pittenger, Johnny Ryan & Jacob Fleisher                                             | David Shair                                   |
| 40a          | 9a            | Basket-Bugs                                                          | Basket Bugs                                                                      | 8. Jul. 2021             | 3. Jun. 2022                      | Bugs Bunny                                                                              | David Gemmill                               | Pete Browngardt, David Gemmill & Johnny Ryan                                                           | David Gemmill                                 |
| 40b          | 9b            | Das Eislaufabenteuer                                                 | A Skate of Confusion!                                                            | 8. Jul. 2021             | 3. Jun. 2022                      | Schweinchen Dick, Cicero Pig                                                            | Ryan Kramer                                 | Mike Pelensky, Ryan Kramer, Johnny Ryan & Jacob Fleisher                                               | Mike Pelensky                                 |
| 41a          | 10a           | Eisige Besteigung                                                    | Mt. Neverest                                                                     | 8. Jul. 2021             | 3. Jun. 2022                      | Daffy Duck, Schweinchen Dick                                                            | Ryan Kramer                                 | Chris Allison, Ryan Kramer, Johnny Ryan & Jacob Fleisher                                               | Chris Allison                                 |
| 41b          | 10b           | Telefonmasten-Sketch: Die Seilrutsche                                | Telephone Pole Gag: Zip Line                                                     | 8. Jul. 2021             | 3. Jun. 2022                      | Sylvester & Tweety                                                                      | David Gemmill                               | Michael Ruocco, David Gemmill, Johnny Ryan & Jacob Fleisher                                            | Michael Ruocco                                |
| 41c          | 10c           | Schnell und lässig                                                   | Fast & Steady                                                                    | 8. Jul. 2021             | 3. Jun. 2022                      | Road Runner & Wile E. Coyote                                                            | David Gemmill                               | Ryan Khatam & David Gemmill                                                                            | Ryan Khatam                                   |
| 42           | 11            | Schummeln nicht erlaubt!/ Weg mit der Leine/ Hasenjagd für Anfänger* | Looney Tunes Back to School Special (Test Pest/ Erase the Leash/ Buzzard School) | 19. Aug. 2021            | 6. Jun. 2022                      | Daffy Duck, Schweinchen Dick, Foghorn Leghorn, Barnyard Dawg, Bugs Bunny, Beaky Buzzard | Ryan Kramer, David Gemmill & Michael Ruocco | Mike Pelensky, Chris Allison, Ryan Kramer, David Gemmill, Michael Ruocco, Johnny Ryan & Jacob Fleisher | Mike Pelensky, Chris Allison & Michael Ruocco |

- Der Cartoon Hasenjagd für Anfänger wurde bereits in der ersten Staffel gesendet.

## Staffel 3
Die dritte Staffel enthält 26 Cartoons. Die Erstausstrahlung erfolgte am 25. November 2021 auf dem Sender HBO Max. Im deutschsprachigen Raum erschien die dritte Staffel erstmals vom 6. bis zum 10. Juni 2022 auf dem Sender Cartoon Network.
| Nr. (gesamt) | Nr. (Staffel) | Deutscher Titel                             | Originaltitel                           | Erstveröffentlichung USA | Deutschsprachige Erstausstrahlung | Charaktere                        | Regie           | Drehbuch                                                              | Storyboard        |
| ------------ | ------------- | ------------------------------------------- | --------------------------------------- | ------------------------ | --------------------------------- | --------------------------------- | --------------- | --------------------------------------------------------------------- | ----------------- |
| 43a          | 1a            | Sam-Merika                                  | Sam-merica                              | 25. Nov. 2021            | 6. Jun. 2022                      | Bugs Bunny, Yosemite Sam          | Ryan Kramer     | Andy Gonsalves, Ryan Kramer, Johnny Ryan & Jacob Fleisher             | Andy Gonsalves    |
| 43b          | 1b            | Türdreher                                   | Put the Cat Out – Door Spin             | 25. Nov. 2021            | 6. Jun. 2022                      | Schweinchen Dick, Sylvester       | Ryan Kramer     | Mike Pelensky, Ryan Kramer, Johnny Ryan & Jacob Fleisher              | Mike Pelensky     |
| 43c          | 1c            | BBQ-Bandit                                  | BBQ Bandit                              | 25. Nov. 2021            | 6. Jun. 2022                      | Daffy Duck, Elmer Fudd            | Kenny Pittenger | David Shair, Kenny Pittenger, Johnny Ryan & Jacob Fleisher            | David Shair       |
| 44a          | 2a            | Herzlichen Glückwunsch zum Schlüpftag       | Happy Birdy to You!                     | 25. Nov. 2021            | 7. Jun. 2022                      | Sylvester, Tweety, Granny, Hector | David Gemmill   | Ryan Khatam, David Gemmill, Johnny Ryan & Jacob Fleisher              | Ryan Khatam       |
| 44b          | 2b            | Wahrsager-Daffy: Neue Liebe                 | Daffy Psychic: New Love                 | 25. Nov. 2021            | 7. Jun. 2022                      | Daffy Duck, Schweinchen Dick      | Ryan Kramer     | Chris Allison, Ryan Kramer, Johnny Ryan & Jacob Fleisher              | Chris Allison     |
| 44c          | 2c            | Ein Sprung vorwärts, drei Stürze zurück     | Spring Forward, Fall Flat               | 25. Nov. 2021            | 7. Jun. 2022                      | Road Runner & Wile E. Coyote      | David Gemmill   | Caroline Director, David Gemmill, Johnny Ryan & Jacob Fleisher        | Caroline Director |
| 45a          | 3a            | Schieb es auf die Katze                     | Frame the Feline                        | 25. Nov. 2021            | 7. Jun. 2022                      | Hubie & Bertie, Claude Cat        | Kenny Pittenger | Andrew Dickman, Kenny Pittenger, Johnny Ryan & Jacob Fleisher         | Andrew Dickman    |
| 45b          | 3b            | Daffys Verkehrskontrolle: Bootsführerschein | Daffy Traffic Cop Stop: Boating License | 25. Nov. 2021            | 7. Jun. 2022                      | Daffy Duck, Schweinchen Dick      | David Gemmill   | Ryan Khatam, David Gemmill, Johnny Ryan & Jacob Fleisher              | Ryan Khatam       |
| 45c          | 3c            | Unglückliche Treffer                        | Unlucky Strikes                         | 25. Nov. 2021            | 7. Jun. 2022                      | Schweinchen Dick, Cicero Pig      | David Gemmill   | Caroline Director, David Gemmill, Johnny Ryan & Jacob Fleisher        | Caroline Director |
| 46a          | 4a            | Die Spitze der Nahrungskette                | Cro-Mag Numb Skulls                     | 25. Nov. 2021            | 8. Jun. 2022                      | Daffy Duck, Schweinchen Dick      | Kenny Pittenger | Gabe de Valle, Kenny Pittenger, Johnny Ryan & Jacob Fleisher          | Gabe de Valle     |
| 46b          | 4b            | Der große Preis                             | Trophy Hunter                           | 25. Nov. 2021            | 8. Jun. 2022                      | Bugs Bunny, Elmer Fudd            | Ryan Kramer     | Andy Gonsalves, Ryan Kramer, Johnny Ryan & Jacob Fleisher             | Andy Gonsalves    |
| 47a          | 5a            | Bade-Daffy                                  | Bathy Daffy                             | 25. Nov. 2021            | 8. Jun. 2022                      | Daffy Duck, Schweinchen Dick      | Kenny Pittenger | Kenny Pittenger & Johnny Ryan                                         | Kenny Pittenger   |
| 47b          | 5b            | Volltreffer                                 | End of the Leash: Bullseye Painting     | 25. Nov. 2021            | 8. Jun. 2022                      | Foghorn Leghorn, Barnyard Dawg    | Ryan Kramer     | Chris Allison, Ryan Kramer, Johnny Ryan & Jacob Fleisher              | Chris Allison     |
| 47c          | 5c            | Hasen-Sandwich                              | Rabbit Sandwich Maker                   | 25. Nov. 2021            | 8. Jun. 2022                      | Bugs Bunny, Elmer Fudd            | Kenny Pittenger | Kenny Pittenger, Johnny Ryan & Jacob Fleisher                         | Kenny Pittenger   |
| 47d          | 5d            | Fenster                                     | Put the Cat Out: Window                 | 25. Nov. 2021            | 8. Jun. 2022                      | Schweinchen Dick, Sylvester       | Ryan Kramer     | Mike Pelensky, Ryan Kramer, Johnny Ryan & Jacob Fleisher              | Mike Pelensky     |
| 48a          | 6a            | Probleme im Garten                          | Pardon the Garden                       | 25. Nov. 2021            | 9. Jun. 2022                      | Petunia Pig                       | David Gemmill   | Caroline Director, David Gemmill, Johnny Ryan & Jacob Fleisher        | Caroline Director |
| 48b          | 6b            | Platt an der Tür                            | Put the Cat Out: Flat on the Door       | 25. Nov. 2021            | 9. Jun. 2022                      | Schweinchen Dick, Sylvester       | Ryan Kramer     | Mike Pelensky, Ryan Kramer, Johnny Ryan & Jacob Fleisher              | Mike Pelensky     |
| 48c          | 6c            | Herabschauende Ente                         | Downward Duck                           | 25. Nov. 2021            | 9. Jun. 2022                      | Daffy Duck, Schweinchen Dick      | Ryan Kramer     | Mike Pelensky, Ryan Kramer, Johnny Ryan, Jacob Fleisher & Alex Kirwan | Mike Pelensky     |
| 49a          | 7a            | Der große Test                              | Lesson Plan 9 from Outer Space          | 25. Nov. 2021            | 9. Jun. 2022                      | Bugs Bunny, Marvin der Marsmensch | Kenny Pittenger | Andrew Dickman, Kenny Pittenger, Johnny Ryan & Jacob Fleisher         | Andrew Dickman    |
| 49b          | 7b            | Pavian                                      | Balloon Salesman: Baboon                | 25. Nov. 2021            | 9. Jun. 2022                      | Daffy Duck, Schweinchen Dick      | Ryan Kramer     | Stephen Herczeg, Ryan Kramer, Johnny Ryan & Jacob Fleisher            | Stephen Herczeg   |
| 49c          | 7c            | Portal Kombat                               | Portal Kombat                           | 25. Nov. 2021            | 9. Jun. 2022                      | Road Runner & Wile E. Coyote      | David Gemmill   | Michael Ruocco, David Gemmill, Johnny Ryan & Jacob Fleisher           | Michael Ruocco    |
| 50a          | 8a            | Virtuelle Hasenjagd                         | Virtual Mortality                       | 25. Nov. 2021            | 10. Jun. 2022                     | Bugs Bunny, Elmer Fudd            | David Gemmill   | Ryan Khatam, David Gemmill, Johnny Ryan & Jacob Fleisher              | Ryan Khatam       |
| 50b          | 8b            | Löwen                                       | Daffy Traffic Cop Stop: Lions           | 25. Nov. 2021            | 10. Jun. 2022                     | Daffy Duck, Schweinchen Dick      | David Gemmill   | Ryan Khatam, David Gemmill, Johnny Ryan & Jacob Fleisher              | Ryan Khatam       |
| 50c          | 8c            | Die Vogelmine                               | Miner Threat                            | 25. Nov. 2021            | 10. Jun. 2022                     | Sylvester, Tweety                 | David Gemmill   | Caroline Director, David Gemmill, Johnny Ryan & Jacob Fleisher        | Caroline Director |
| 51a          | 9a            | Listiges Federvieh                          | Fowl Ploy                               | 25. Nov. 2021            | 10. Jun. 2022                     | Daffy Duck, Elmer Fudd            | Kenny Pittenger | David Shair, Kenny Pittenger, Johnny Ryan & Jacob Fleisher            | David Shair       |
| 51b          | 9b            | Das Schwert des Königs                      | Sword Loser                             | 25. Nov. 2021            | 10. Jun. 2022                     | Bugs Bunny, Yosemite Sam          | Ryan Kramer     | Chris Allison, Ryan Kramer, Johnny Ryan & Jacob Fleisher              | Chris Allison     |

## Staffel 4
Die vierte Staffel enthält 25 Cartoons. Die Erstausstrahlung erfolgte am 20. Januar 2022 auf dem Sender HBO Max. Im deutschsprachigen Raum erschien die vierte Staffel erstmals vom 26. bis zum 30. September 2022 auf dem Sender Cartoon Network.
| Nr. (gesamt) | Nr. (Staffel) | Deutscher Titel                    | Originaltitel                       | Erstveröffentlichung USA | Deutschsprachige Erstausstrahlung | Charaktere                                | Regie           | Drehbuch                                                         | Storyboard        |
| ------------ | ------------- | ---------------------------------- | ----------------------------------- | ------------------------ | --------------------------------- | ----------------------------------------- | --------------- | ---------------------------------------------------------------- | ----------------- |
| 52a          | 1a            | Manegen-Desaster                   | Ring Master Disaster                | 20. Jan. 2022            | 26. Sep. 2022                     | Bugs Bunny, Yosemite Sam                  | Ryan Kramer     | Stephen Herczeg, Ryan Kramer, Johnny Ryan & Jacob Fleisher       | Stephen Herczeg   |
| 52b          | 1b            | Augapfel                           | Put the Cat Out: Eyeball            | 20. Jan. 2022            | 26. Sep. 2022                     | Schweinchen Dick, Sylvester               | Ryan Kramer     | Mike Pelensky, Ryan Kramer, Johnny Ryan & Jacob Fleisher         | Mike Pelensky     |
| 52c          | 1c            | Schmerzhaftes Ereignis             | The Pain Event                      | 20. Jan. 2022            | 26. Sep. 2022                     | Daffy Duck, Schweinchen Dick              | Kenny Pittenger | Andrew Dickman, Kenny Pittenger, Johnny Ryan & Jacob Fleisher    | Andrew Dickman    |
| 53a          | 2a            | Ein Trommelstück                   | Drum Schtick!                       | 20. Jan. 2022            | 27. Sep. 2022                     | Daffy Duck, Elmer Fudd                    | Ryan Kramer     | Mike Pelensky, Ryan Kramer, Johnny Ryan & Jacob Fleisher         | Mike Pelensky     |
| 53b          | 2b            | Frisbee                            | Bugs Hole Gags 2: Frisbee           | 20. Jan. 2022            | 27. Sep. 2022                     | Bugs Bunny, Elmer Fudd                    | David Gemmill   | Ryan Khatam, David Gemmill, Johnny Ryan & Jacob Fleisher         | Ryan Khatam       |
| 53c          | 2c            | Es ist angerichtet                 | Beast A-Birdin’                     | 20. Jan. 2022            | 27. Sep. 2022                     | Sylvester                                 | Ryan Kramer     | Mike Pelensky, Ryan Kramer, Johnny Ryan & Jacob Fleisher         | Mike Pelensky     |
| 54a          | 3a            | Unter Arrest                       | Blunder Arrest                      | 20. Jan. 2022            | 27. Sep. 2022                     | Bugs Bunny, Elmer Fudd                    | Ryan Kramer     | Chris Allison, Ryan Kramer, Johnny Ryan & Jacob Fleisher         | Chris Allison     |
| 54b          | 3b            | Telefonmast-Sketch: Flugzeugtreppe | Telephone Pole Gag: Airplane Stairs | 20. Jan. 2022            | 27. Sep. 2022                     | Sylvester, Tweety                         | David Gemmill   | Caroline Director, David Gemmill, Johnny Ryan & Jacob Fleisher   | Caroline Director |
| 54c          | 3c            | Himmlische Sinfonie                | Cymbal Minded                       | 20. Jan. 2022            | 27. Sep. 2022                     | Daffy Duck, Elmer Fudd                    | Kenny Pittenger | David Shair, Kenny Pittenger, Johnny Ryan & Jacob Fleisher       | David Shair       |
| 55a          | 4a            | Am Haken                           | Hook Line and Stinker!              | 20. Jan. 2022            | 29. Sep. 2022                     | Bugs Bunny, Yosemite Sam                  | David Gemmill   | Ryan Khatam, David Gemmill, Johnny Ryan & Jacob Fleisher         | Ryan Khatam       |
| 55b          | 4b            | Alles ploppt                       | Balloon Salesman: Everything Pops   | 20. Jan. 2022            | 29. Sep. 2022                     | Daffy Duck, Schweinchen Dick              | Ryan Kramer     | Stephen Herczeg, Ryan Kramer, Johnny Ryan & Jacob Fleisher       | Stephen Herczeg   |
| 55c          | 4c            | Füße weg vom Laufband              | Don’t Treadmill on Me               | 20. Jan. 2022            | 29. Sep. 2022                     | Daffy Duck, Schweinchen Dick              | Ryan Kramer     | Chris Allison, Ryan Kramer & Johnny Ryan                         | Chris Allison     |
| 56a          | 5a            | Der Fleck muss weg                 | Stained By Me                       | 20. Jan. 2022            | 28. Sep. 2022                     | Daffy Duck, Schweinchen Dick              | David Gemmill   | Michael Ruocco, David Gemmill, Johnny Ryan & Jacob Fleisher      | Michael Ruocco    |
| 56b          | 5b            | Der Thanksgiving-Truthahn          | Pilgwim’s Pwogwess                  | 20. Jan. 2022            | 28. Sep. 2022                     | Bugs Bunny, Elmer Fudd                    | Ryan Kramer     | Mike Pelensky, Ryan Kramer & Johnny Ryan                         | Mike Pelensky     |
| 57a          | 6a            | Im Kaninchenbau                    | Hideout Hare                        | 20. Jan. 2022            | 28. Sep. 2022                     | Bugs Bunny, Rocky & Mugsy                 | Ryan Kramer     | Andy Gonsalves, Ryan Kramer, Johnny Ryan & Jacob Fleisher        | Andy Gonsalves    |
| 57b          | 6b            | Magier Daffini                     | Daffy Magician: An Ordinary Mop     | 20. Jan. 2022            | 28. Sep. 2022                     | Daffy Duck, Schweinchen Dick              | David Gemmill   | Michael Ruocco, David Gemmill, Johnny Ryan & Jacob Fleisher      | Michael Ruocco    |
| 58a          | 7a            | Der Blaufußtölpel                  | Booby Prize                         | 20. Jan. 2022            | 26. Sep. 2022                     | Daffy Duck, Elmer Fudd                    | Ryan Kramer     | Mike Pelensky, Ryan Kramer, Johnny Ryan & Jacob Fleisher         | Mike Pelensky     |
| 58b          | 7b            | Kettenreaktion                     | End of the Leash Gags: Pea Shooter  | 20. Jan. 2022            | 26. Sep. 2022                     | Foghorn Leghorn, Barnyard Dawg            | Ryan Kramer     | Chris Allison, Ryan Kramer, Johnny Ryan & Jacob Fleisher         | Chris Allison     |
| 58c          | 7c            | Der letzte Ballon                  | Balloon Salesman: Porky’s Head      | 20. Jan. 2022            | 26. Sep. 2022                     | Daffy Duck, Schweinchen Dick              | Ryan Kramer     | Stephen Herczeg, Ryan Kramer, Johnny Ryan & Jacob Fleisher       | Stephen Herczeg   |
| 59a          | 8a            | Unterwegs im Grand Canyon          | Grand Canyon Canary                 | 20. Jan. 2022            | 29. Sep. 2022                     | Sylvester, Tweety, Granny                 | David Gemmill   | Michael Ruocco, David Gemmill, Johnny Ryan & Jacob Fleisher      | Michael Ruocco    |
| 59b          | 8b            | Das Golfturnier                    | Hole in Dumb                        | 20. Jan. 2022            | 29. Sep. 2022                     | Daffy Duck, Elmer Fudd                    | Kenny Pittenger | David Shair, Kenny Pittenger & Johnny Ryan                       | David Shair       |
| 60a          | 9a            | Letzte Ruhe für Fudd               | Funeral for a Fudd                  | 20. Jan. 2022            | 30. Sep. 2022                     | Bugs Bunny, Elmer Fudd                    | Kenny Pittenger | Charlotte Jackson, Kenny Pittenger, Johnny Ryan & Jacob Fleisher | Charlotte Jackson |
| 60b          | 9b            | Lieblingsziege                     | Love Goat                           | 20. Jan. 2022            | 30. Sep. 2022                     | Daffy Duck, Schweinchen Dick, Petunia Pig | Ryan Kramer     | Mike Pelensky, Ryan Kramer, Johnny Ryan & Jacob Fleisher         | Mike Pelensky     |
| 61a          | 10a           | April, April!                      | Practical Jerk!                     | 20. Jan. 2022            | 30. Sep. 2022                     | Daffy Duck, Schweinchen Dick              | Kenny Pittenger | Gabe Del Valle, Kenny Pittenger, Johnny Ryan & Jacob Fleisher    | Gabe Del Valle    |
| 61b          | 10b           | Wohl bekomm’s!                     | Bottoms Up                          | 20. Jan. 2022            | 30. Sep. 2022                     | Bugs Bunny, Pete Puma                     | Kenny Pittenger | David Shair, Kenny Pittenger & Johnny Ryan                       | David Shair       |

## Staffel 5
Die fünfte Staffel enthält 6 neue Cartoons. Der Cartoon Mummy Dummy wurde bereits in der zweiten Staffel gesendet. Die Erstausstrahlung erfolgte am 3. Februar und am 29. September 2022 auf dem Sender HBO Max.
| Nr. (gesamt) | Nr. (Staffel) | Deutscher Titel | Originaltitel | Erstveröffentlichung USA | Deutschsprachige Erstausstrahlung | Charaktere | Regie                          | Drehbuch | Storyboard                      |
| ------------ | ------------- | --------------- | --- | ------------------------ | --------------------------------- | --- | ------------------------------ | --- | ------------------------------- |
| 62           | 1             | –               | Looney Tunes Cartoons Valentine’s Extwavaganza! (Duck Chocolate/ Traffic Cop Stop: Lead Foot/ Bunny and the Beast) | 3. Feb. 2022             | –                                 | Duck Chocolate: Daffy Duck, Schweinchen Dick, Petunia Pig Traffic Cop Stop: Lead Foot: Daffy Duck, Schweinchen Dick Bunny and the Beast: Bugs Bunny | Kenny Pittenger & David Gemmil | Andrew Dickman, Kenny Pittenger, Ryan Khatam, David Gemmill, Alex Kirwan, Johnny Ryan & Jacob Fleisher                 | Andrew Dickman & Ryan Khatam    |
| 63           | 2             | –               | Bugs Bunny’s Howl-O-Skreem Spooktacula (Graveyard Goofs/ Hex Appeal/ Inn For Trouble/ Mummy Dummy*)                | 29. Sep. 2022            | –                                 | Graveyard Goofs: Daffy Duck, Schweinchen Dick Hex Appeal: Witch Hazel Inn For Trouble: Schweinchen Dick, Sylvester                                  | Ryan Kramer & David Gemmill    | Andy Gonsalves, Ryan Kramer, Michael Ruocco, David Gemmill, Alex Kirwan, Johnny Ryan, Jacob Fleisher & Pete Browngardt | Andy Gonsalves & Michael Ruocco |

- Der Cartoon Mummy Dummy wurde bereits in der zweiten Staffel gesendet.

## Einzelne Cartoons
Zur Serie erschienen einige einzelne Cartoons. Dynamite Dance und Sick as a Hare wurden, ebenso wie die erste Folge Der Fluch des Affenvogels und die Folgen Der Taziator, Schweinchen Dick, der Pitcher, Die Mumie sowie Basket-Bugs, bereits im Juni 2019 auf dem Festival d’Animation Annecy veröffentlicht. Die Einzelcartoons Happy Birthday Bugs Bunny!, High Hopes und Hole Lotta Trouble erschienen erstmals auf YouTube. Der Cartoon Wile E. Coyote’s Super Pellets wurde erstmals im Rahmen der Veranstaltung Looney Tunes Cartoons San Diego Comic Con At Home Panel gezeigt.
| Originaltitel                  | Erstveröffentlichung | Charaktere | Regie           | Drehbuch                                                    | Storyboard     |
| ------------------------------ | -------------------- | --- | --------------- | ----------------------------------------------------------- | -------------- |
| Dynamite Dance                 | 12. Juni 2019        | Bugs Bunny, Elmer Fudd | David Gemmill   | Pete Browngardt, David Gemmill & Johnny Ryan                | David Gemmill  |
| Sick as a Hare                 | Juni 2019            | Bugs Bunny, Elmer Fudd | Ryan Kramer     | –                                                           | –              |
| Happy Birthday Bugs Bunny!     | 27. Juli 2020        | Bugs Bunny, Elmer Fudd, Daffy Duck, Foghorn Leghorn, Schweinchen Dick, Pepé le Pew, Speedy Gonzales, Yosemite Sam, Granny, Sylvester, Tweety, Road Runner, Wile E. Coyote, Taz, Marvin der Marsmensch und diverse andere | David Gemmill   | Michael Ruocco, David Gemmill, Johnny Ryan & Jacob Fleisher | Michael Ruocco |
| High Hopes                     | 22. Januar 2021      | Sylvester, Tweety, Granny | Kenny Pittenger | David Shair, Kenny Pittenger, Johnny Ryan & Jacob Fleisher  | David Shair    |
| Hole Lotta Trouble             | 29. Januar 2021      | Bugs Bunny, Elmer Fudd | Pete Browngardt | Gabe Del Valle, Johnny Ryan & Jacob Fleisher                | Gabe Del Valle |
| Wile E. Coyote’s Super Pellets | 24. Juli 2021        | Road Runner & Wile E. Coyote | –               | Gabe Del Valle                                              | Gabe Del Valle |